# Papież z Greenwich Village
Papież z Greenwich Village (The Pope of Greenwich Village) – amerykański film kryminalny z 1984 roku na podstawie powieści Vincenta Patricka.

## Główne role
- Eric Roberts - Paulie
- Mickey Rourke - Charlie
- Daryl Hannah - Diane
- Geraldine Page - Pani Ritter
- Kenneth McMillan - Barney
- Tony Musante - Pete
- M. Emmet Walsh - Burns
- Burt Young - Bed Bug Eddie

i inni

## Opis fabuły
Paulie i Charlie są kuzynami mieszkającymi w Greenwich Village, części "Małej Italii", dzielnicy Nowego Jorku. Pewnego dnia Charlie traci posadę kierownika sali w nocnym lokalu. Wszystko przez Pauliego, który pracował tam jako kelner - i kradł. Obaj postanawiają szybko zdobyć pieniądze i wyjechać do Miami. Charlie ma długi, a jego dziewczyna Diane jest w ciąży. Chce kupić konia wyścigowego za pożyczone pieniądze, a dług zwrócić, gdy uda mu się opróżnić sejf pewnej firmy. Mimo obaw, Paulie pomaga w skoku i zgarnia 159 tys. dolarów. Ale pieniądze należą do mafii, a to oznacza kłopoty.

## Nagrody i nominacje
Oscary za rok 1984
- Najlepsza aktorka drugoplanowa - Geraldine Page (nominacja)